# دريسية السفلى (دار خوين)
دريسية السفلى (بالفارسية: دریسیه سفلی) هي منطقة سكنية تقع في إيران في قسم دار خوين الريفي. يقدر عدد سكانها بـ 1888 نسمة بحسب إحصاء 2016.